# Semnul diavolului (film)
Semnul diavolului (titlu original: Hexen bis aufs Blut gequält) este un film german din 1970 regizat de Michael Armstrong. Rolurile principale au fost interpretate de actorii Herbert Lom, Olivera Katarina și Udo Kier.

## Distribuție
- Herbert Lom - Lord Cumberland
- Olivera Katarina - Vanessa Benedikt (ca - Olivera Vučo)
- Udo Kier - Count Christian von Meruh
- Reggie Nalder - Albino
- Herbert Fux - Executioner
- Michael Maien - Baron Daumer
- Ingeborg Schöner - Nobleman's Wife
- Johannes Buzalski - Advocate
- Gaby Fuchs - Deidre von Bergenstein
- Adrian Hoven - Nobleman